# Chichiga
La chichiga (en russe : шиши́га, aussi nommée lechenka, ле́шенка) est une créature similaire au gobelin dans le folklore russe et la mythologie slave.
On la décrit comme un petit être féminin bossu, vivant dans les roseaux, avec une préférence pour les petits ruisseaux et les étangs. Selon la tradition, elle se promènerait nue et les cheveux défaits, harcelant les passants, notamment les ivrognes. Dormant tout l'après-midi, elle apparaît uniquement au crépuscule.
Elle joue également un rôle important dans la mythologie des Komis, selon lesquels elle vit dans la rivière Kama, dont elle sort parfois pour peigner ses longs cheveux noirs. Quiconque l'aperçoit mourra bientôt noyé ou d'une autre cause.
Chichiga est aussi le surnom d'un camion tout-terrain russe, le GAZ-66.

## Sources
- (ru) Notice sur bestiary.us